# Calouro
O termo calouro, no Brasil, refere-se ao estudante novato e que nessa condição pode ser submetido ao trote estudantil, ou seja, a toda sorte de brincadeiras (que em casos mais graves podem degenerar em humilhações ou agressões) pelos estudantes mais antigos, denominados veteranos. É sinônimo de bixo (feminino: bixete).
Em Portugal, calouro, ou caloiro, é o estudante recém-chegado ao ensino superior e que, normalmente, participa nas praxes de boas-vindas organizadas pelos alunos veteranos, onde existe uma série de partidas e brincadeiras preparadas para a "receção ao caloiro".

## Origem
Caloiro
Termo único da língua portuguesa, seu sentido acadêmico deu-se na Universidade de Coimbra em século desconhecido, a partir de seu uso na Igreja Católica. Originalmente, fazia referência ao termo calógero (em grego:  καλόγερος, transl.: kalógeros), monges da Igreja Ortodoxa que habitavam o Monte Athos e seguiam a regra de São Basílio. No período otomano, devido à perseguição, alguns tomaram refúgio nas comunidades gregas do sul da Itália, daí seu contato com o Ocidente. Por algum motivo, o termo entrou para a Igreja Católica como sinônimo de noviço, sendo utilizado por Pantaleão de Aveiro no século XVI.
Bixo
Origens sobre o termo remetem desde a Roma Antiga. Naquela época, os animais passavam por um corredor minúsculo e entravam no vestibulum – termo em latim que significa “peça de entrada que dá a passagem a outras partes da casa”, que posteriormente derivou-se em “vestibular” e “estrebaria”. Desta maneira, há uma analogia quanto aos bichos e calouros, pois estes passam por um aperto assim como os outros passaram, para que no fim possam entrar na faculdade, que seria uma nova casa para os estudantes. Em um determinado momento, popularizou-se substituir o termo “ch” por “x” e permaneceu no contexto universitário.
Outra origem para a mesma palavra pode ter surgido na Idade Média. Naquela época as universidades não recebiam ainda esse nome e eram apenas anexos da Igreja. Elas tinham um alto custo e quando um estudante iniciava seus estudos (muitas vezes analfabeto, de cabelo e barba grandes) eram vistos pelos veteranos como “bichos”, seres irracionais, que precisavam ser “civilizados”.

## Trote
Inserido no mesmo contexto, existe também o trote estudantil, que consiste em brincadeiras (violentas ou não) organizadas por veteranos para promover a integração do calouro no meio universitário ou então para debochar, envergonhar ou ridicularizar o mesmo. No começo de qualquer trote o novato quase sempre é sujo de tinta, ovo ou farinha por veteranos.
Dentre elas há uma brincadeira denominada "Brincadeira do Elefantinho", que consiste em uma fila indiana de calouros, onde o primeiro estende seu braço debaixo de suas pernas, para que o segundo segure sua mão com um dos braços, e deixa o outro para trás, da mesma forma que o primeiro, que segue sucessivamente até o último colocado da fila.
Existe também uma tradição que se trata do corte de cabelo dos meninos. Cada um dos calouros é chamado para ter o cabelo cortado por pelo menos um veterano. Este pode escolher cortar da maneira que desejar, tendo sempre como função ridicularizar o cabelo do novato. Este costume se remete à época das primeiras universidades europeias, onde os novatos tinham o cabelo raspado e peças de roupa queimadas com a finalidade de não propagar doenças.